# Orde de la República de Moldàvia
L'Orde de la República de Moldàvia (en romanès: Ordinul Republicii) és l'orde més alt de Moldàvia. El president de Moldàvia l' atorga per mèrits excepcionals en tots els camps que beneficien Moldàvia i la humanitat en el seu conjunt. L'orde es va establir el juliol de 1992 i el seu coll i insígnia estan fets de plata.
Un destinatari no pot rebre el premi dues vegades. El següent guardó (més baix) és l'Orde de Ștefan cel Mare.

## Destinataris

### Moldàvia
- Grigorii Zapuhlih
- Silviu Berejan
- Vladimir Beşleagă
- Valeriu Boboc
- Ivan Bodiul - antic líder de la Moldàvia soviètica
- Petru Bogatu
- Lorena Bogza
- Timofei Moșneaga - Exministre de Salut de Moldàvia
- Vasile Botnaru
- Val Butnaru
- Mihai Cimpoi
- Dumitru Ciubaşenco
- Nicolae Dabija
- Ion Druţă
- Corina Fusu
- Anatolie Golea
- Zinaida Greceanîi
- Aneta Grosu
- Ion Hadârcă
- Petru Lucinschi - Expresident de Moldàvia
- Nicolae Mătcaş
- Victor Puşcaş
- Sergiu Rădăuţan
- Valeriu Saharneanu
- Mircea Snegur - El primer president de Moldàvia
- Andrei Strâmbeanu
- Nicolae Sulac
- Constantin Tănase (periodista)
- Vasile Tarlev
- Víctor Teleucă
- Doina Aldea Teodorovici
- Ion Aldea Teodorovici
- Serafim Urechean
- Valentina Ursu
- Grigore Vieru
- Mihai Volontir
- Veaceslav Iordan
- Elena Zamura
- Aurelian Silvestru
- Pavel Cebanu, president de la Federació Moldava de Futbol[1]
- Veaceslav Untilă — President del Tribunal de Comptes (Moldàvia)[2]
- Ion Madan - antic membre del Parlament de Moldàvia[3]

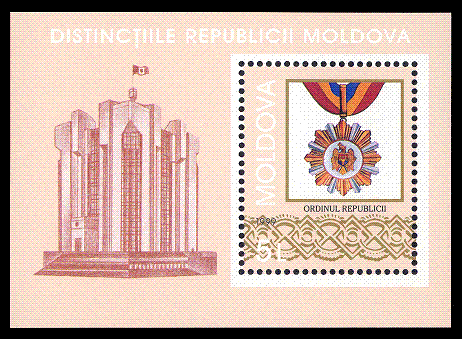
L'Orde d'un segell de 1999 del Correus de Moldàvia

### Estrangers
- Aleix II de Moscou
- Traian Băsescu - Expresident de Romania
- Süleyman Demirel - El 9è president de Turquia
- Leonid Kuchma - Expresident d'Ucraïna
- Gurbanguly Berdimuhamedow - President de Turkmenistan[4]
- Rosen Plevneliev — President de Bulgària[5]
- Angela Merkel[6] - Cancellera d'Alemanya

- Klaus Iohannis — President de Romania[7]
- Sofia Rotaru
- Dalia Grybauskaitė — Presidenta de la República de Lituània[8]
- Dacian Cioloș, antic primer ministre de Romania[9]
- Víctor Ponta, ex-primer ministre de Romania[10]
- Recep Tayyip Erdogan - President de Turquia